# Черевки (Семенівський район)
Черевки — колишнє село в Україні, в Семенівському районі Полтавської області, Пузирівська сільська рада.
Село позначене на 3-версній карті 2 половини 19 століття як хутір Черевків.
На карті 1987 р. зафіксовано населення у 10 осіб. Село було виключене з облікових даних рішенням Полтавської обласної ради від 20 березня 1992 року у зв'язку із переселенням жителів.